# Brandan Wright
Brandan Keith Wright (ur. 5 października 1987 w Nashville) – amerykański koszykarz, występujący na pozycjach silnego skrzydłowego lub środkowego.
W 2006 wystąpił w meczu wschodzących gwiazd - Nike Hoop Summit oraz McDonald’s All-American.
Wright grał w college'u dla Uniwersytetu Północnej Karoliny. Grał tam przez jeden sezon i notował średnio 14,7 punktu, 6,2 zbiórki, 1 przechwyt na mecz. Był liderem drużyny pod względem ilości zablokowanych rzutów (średnia 1,8). W pierwszych osiemnastu meczach sezonu notował double-double i był jednym z dwóch zawodników którym udało się dokonać tego przez ostatnie 20 lat. W sezonie 2002/03 Rashad McCants przez pierwsze 20 meczów jako „freshman” (student pierwszego roku) notował podwójną zdobycz. W plebiscycie na 2007 ACC Freshman of the Year, zdobył 49 na 99 możliwych głosów. Znalazł się też w ACC All-Freshman Team. Został także wyróżniony nagrodą MVP turnieju Konferencji ACC 2007. W 2007 roku Wright został wybrany z 8 numerem draftu przez Charlotte Bobcats. Został wymieniony do Golden State Warriors w zamian za Jasona Richardsona i Jermareo Davidsona.
9 grudnia 2011 podpisał kontrakt z Dallas Mavericks.
18 grudnia 2014, wraz z Jae Crowderem i Jameerem Nelsonem trafił w ramach wymiany do Boston Celtics w zamian za Rajona Rondo, Dwighta Powella i wybory w przyszłych draftach. 
9 stycznia 2015 Boston Celtics oddało go do Phoenix Suns w zamian za chroniony wybór pierwszej rundy draftu 2015. W lipcu 2015 roku został zawodnikiem Memphis Grizzlies. 10 lutego 2018 został zwolniony. 2 dni później podpisał umowę do kończa sezonu z Houston Rockets. 23 marca został zwolniony.

## Osiągnięcia
Stan na 27 marca 2018, na podstawie, o ile nie zaznaczono inaczej.
NCAA
- Uczestnik rozgrywek Elite 8 turnieju NCAA (2007)
- Mistrz:
  - turnieju konferencji Atlantic Coast (ACC – 2007)
  - sezonu regularnego ACC (2007)
- MVP turnieju ACC (2007)[11]
- Najlepszy pierwszoroczny zawodnik ACC (2007)[12]
- Zaliczony do:
  - I składu:
    - najlepszych pierwszorocznych zawodników ACC (2007)
    - turnieju ACC (2007)

  - II składu ACC (2007)